# Veiligheidsventiel

Doorsnede van een overdrukventiel

Een veiligheidsventiel of veiligheidsklep is een ventiel in een apparaat dat automatisch opengaat zodra de maximumwaarde van druk dreigt te worden overschreden, bijvoorbeeld om het drukopbouwende medium te laten ontsnappen, of dat wordt gesloten, om de toevoer van het medium te stoppen. Er zijn twee soorten veiligheidskleppen: automatische en gestuurde. Gestuurde veiligheidsventielen worden door een alarm in een elektronische besturing geschakeld. Automatische ventielen meten zelf de grootheid en bij overschrijding van de ingestelde grenswaarde sluit de klep. Een voorbeeld is het overdrukventiel.
Een overdrukventiel gaat automatisch open als het drukverschil tussen in- en uitgang boven een ingestelde (veilige) waarde komt. Het wordt vaak gebruikt ter bescherming van een systeem dat onder bepaalde omstandigheden door de druk aan de binnenzijde zouden kunnen openbarsten of -breken of zelfs exploderen, zoals drukvaten en leidingwerk waar druk op staat. De veiligheidseisen met betrekking tot drukapparatuur zijn in Europa geregeld door de PED-richtlijn en de richtlijn met betrekking tot drukvaten van eenvoudige vorm.
Een veiligheidsventiel dat aangebracht is in een cv-installatie noemt men doorgaans overstortventiel. De veer die de klep gesloten houdt is afgesteld op een druk van 3 bar. Als de druk om welke reden dan ook boven deze druk oploopt zal een hoeveelheid water worden geloosd. Water dat wordt verwarmd, zet uit: bij verwarming van 10 tot 85 °C zo`n 3%. Volume- en drukveranderingen worden in eerste instantie opgevangen door een in de installatie aangebracht expansievat, raakt dit echter defect dan kan het toch gebeuren dat de druk te hoog oploopt. Voordat dit gebeurt, treedt het overstortventiel in werking. Indien het overstortventiel aangesloten wordt op het riool, moet dit gebeuren via een trechter.
Een stoommachine is altijd uitgerust met een veiligheidsventiel.